# ムハイド・サディク
- ムジャイド・サディック

ムハイド・サディク・アリウ（Mujaid Sadick Aliu, 2000年3月14日 - ）は、スペイン・ラ・リオハ州ログローニョ出身のサッカー選手。ベルギー・ファースト・ディビジョンA・KRCヘンク所属。ポジションはDF。

## クラブ経歴
2016年にデポルティーボ・ラ・コルーニャのカンテラに入所。2017年にBチームに昇格。セグンダ・ディビシオンBで3試合に出場し、2018年5月にトップチームに昇格。2017-18シーズンは既にセグンダ・ディビシオン (2部リーグ)降格が決まっていたものの、当時の監督クラレンス・セードルフに見出され、同月12日のビジャレアルCF戦でプロデビュー。続くシーズン最終戦となった19日のバレンシアCF戦では先発で起用されるも、1-2で敗れた。
2018-19シーズンはBチームでプレー。2019-20シーズンは、シーズン途中にトップチームに復帰。以降先発に定着するもチームは低迷。同シーズンは28試合中27試合で先発起用されるも、18位に終わり、3部降格に終わった。
2021年5月16日、KRCヘンクと4年契約を締結したことが発表された。

## 人物
- 2000年にナイジェリア出身の父とガーナ出身の母との間にスペイン・ログローニョで生まれた。その関係で、スペイン代表、ナイジェリア代表、ガーナ代表の3カ国の代表でのプレーを選ぶ権利を所有している[5]。